# Kimbäcken (naturreservat)
Kimbäcken är ett naturreservat i Älvdalens kommun i Dalarnas län.
Området är naturskyddat sedan 2013 och är 45 hektar stort. Reservatet består av gammal gransumpskog och myrmark kring Kimbäcken samt utanför bäckområdet brandpräglad tallskog.